# Чернушевич Олександр Оникійович
Олександр Оникійович Чернушевич (1899, містечко Копиль Слуцького повіту Мінської губернії, тепер місто Мінської області, Республіка Білорусь — розстріляний 29 жовтня 1937, місто Мінськ, тепер Республіка Білорусь) — білоруський радянський діяч, член Секретаріату ЦК КП(б) Білорусії, народний комісар освіти Білоруської РСР. Член Бюро ЦК КП(б) Білорусі з 26 січня 1931 до 1 березня 1934 року. Кандидат у члени Бюро ЦК КП(б) Білорусії з 7 квітня 1935 до 17 січня 1936 року. Член ЦВК Білоруської РСР у 1931—1936 роках.

## Життєпис
Народився в селянській родині.
З 1918 року брав участь у партизанському радянському русі в Білорусі.
Член РКП(б) з 1920 року.
У 1922—1930 роках — відповідальний секретар Гресського районного комітету КП(б) Білорусії; завідувач агітаційно-пропагандистського відділу Бобруйского окружного комітету КП(б) Білорусії; завідувач агітаційно-пропагандистського відділу Вітебського окружного комітету КП(б) Білорусії; відповідальний секретар Могильовського окружного комітету КП(б) Білорусії.
5 листопада 1930 — 1932 року — завідувач відділу культури та пропаганди ЦК КП(б) Білорусії.
26 січня 1931 — 23 січня 1932 року — член Секретаріату ЦК КП(б) Білорусії. 29 січня — 28 березня 1932 року — кандидат у члени Секретаріату ЦК КП(б) Білорусії.
У жовтні 1932 — березні 1933 року — секретар Мінського міського комітету КП(б) Білорусії.
У березні 1933 — лютому 1936 року — народний комісар освіти Білоруської РСР. У 1933 році був членом Політичної комісії для перегляду російсько-білоруського словника та нових правил білоруської мови.
З 1936 року — начальник відділу постачання Білоруської геологічної служби. 
19 червня 1937 року заарештований органами НКВС Білоруської РСР. 28 жовтня 1937 року Військовою колегією Верховного Суду СРСР «як учасник націонал-фашистської організації» засуджений до страти, розстріляний наступного дня в Мінській в'язниці.
Посмертно реабілітований 15 грудня 1956 року.